# Drawit

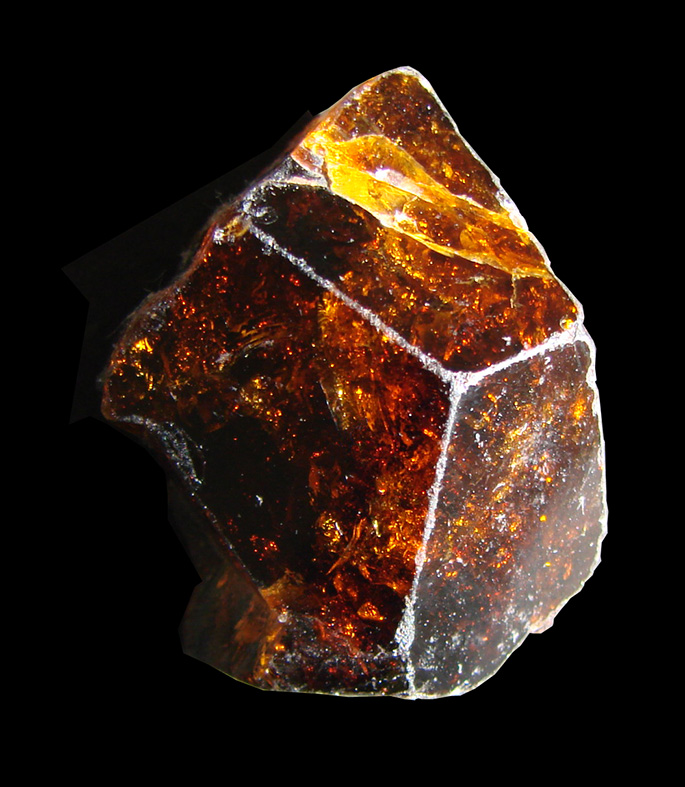

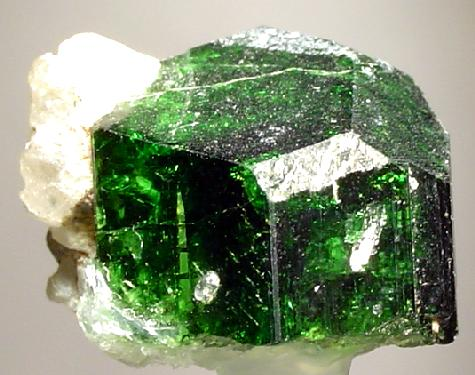
Różnobarwne postacie kryształów drawitu

Drawit – minerał z gromady krzemianów, zaliczany do grupy turmalinów. Jest minerałem rzadkim.
Został nazwany przez Gustava Tschermaka w 1883 roku na cześć łacińskiej nazwy rzeki Drawy (Drave), rzeki płynącej na terenie Austrii oraz Słowenii, gdzie minerał został po raz pierwszy znaleziony. 

## Właściwości
Tworzy kryształy o pokroju słupowym, igiełkowym, asymetrycznym, podłużnie pręcikowym. Bywa spotykany w skupieniach zbitych, ziarnistych, oraz promienistych (słońca turmalinowe). Jest kruchy, przezroczysty, niekiedy zawiera chrom.  

## Występowanie
Bywa spotykany w skałach metamorficznych i magmowych zasobnych w magnez oraz metasomatycznych. Występuje w formie otoczaków w osadach aluwialnych. Spotykany w pegmatytach.  

## Minerały towarzyszące
Drawit występuje lub współwystępuje z kwarcem, kalcytem, dolomitem, epidotem, mikroklinem, albitem, muskowitem, fluorytem, arsenopirytem, rutylem, pirotynem oraz pirytem. 

### Miejsca występowania
USA – stan Nowy Jork, Pensylwania, Teksas, Kalifornia, Chiny (okazy niebieskie), Brazylia, Francja, Włochy, Niemcy, Kanada, Australia – Australia Zachodnia, Kenia – Osarora (okazy ciemnoczerwone), Sri Lanka – Kaikawela, Matale (okazy żółte – oliwin cejloński), Nowa Zelandia, Pakistan i Zimbabwe (okazy zielone), Madagaskar (okazy brązowe, przezroczyste), Tanzania (okazy szmaragdowozielone), Jugosławia, Czechy – Morawy, Austria – okręg Drave, Rosja – Zabajkale, Ural, Wielka Brytania. Ponadto został stwierdzony także na Antarktydzie, Węgrzech, Słowacji, Słowenii w Argentynie, Boliwii, Chile, Finlandii, Grecji, Meksyku, Japonii, Birmie, Namibii, Nepalu, Norwegii, Portugalii, Rumunii, Rosji, Hiszpanii, Afryce Południowej, Szwecji, Szwajcarii, Tadżykistanie, Tajlandii, Wietnamie, Zambii oraz Zimbabwe. 
W Polsce został stwierdzony na Izerskich Garbach, w Krobicy, Wołowej Górze, Rędzinach, Zagórzu Śląskim, Rzeczce, Piławie Górnej, Jordanowie Śląskim oraz w Szklarach. 

## Zastosowanie
- jest ceniony i poszukiwany przez kolekcjonerów[potrzebny przypis],
- czasami wykorzystywany w jubilerstwie – ograniczone tylko do okazów przezroczystych lub dobrze przeświecających. Kamienie oszlifowane zwykle niewielkie,
- okazy o zastosowaniu gemmologicznym występują w USA, Australii i Kenii.